# Emil Marinescu

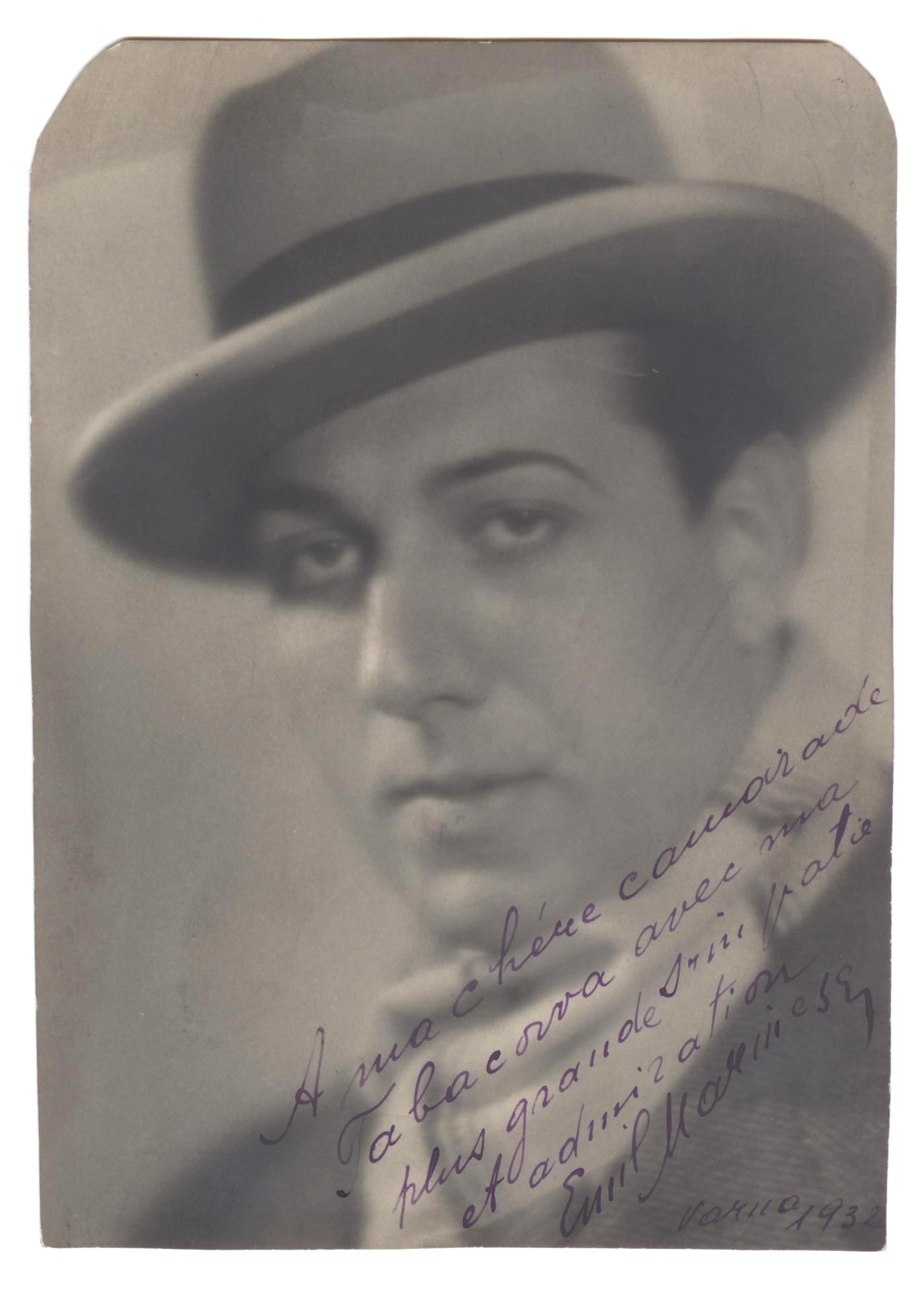
Emil Marinescu, 1932

Emil Marinescu (n. 8 august 1897, București - d. 1986, București) a fost un tenor român, solist al Operei Române din București.

## Biografie
Emil Marinescu s-a născut la 8 august 1897 în București, fiu al lui Iancu Marinescu, fost secretar al Școalei de poduri și șosele, viitorul Institut Politehnic, din București.
În timpul primului război mondial se refugiază în Moldova la Iași, unde audiază spectacole de operă, conduse de dirijorul Umberto Pessione, și face legături de prietenie în lumea artistică. 
După sfârșitul războiului, se înscrie la Conservatorul de Muzică din București, fiind admis după ce a fost audiat de vestitul cântăreț Dimitrie Popovici-Bayreuth - în acel timp director al Conservatorului - cântând aria lui Enzo din opera Gioconda de Amilcare Ponchielli.
Student fiind, debutează în octombrie 1919 în Compania Leonard în rolul lui Zeforis din opera De-ași fi rege de Adolphe Adam, câștigând de la început simpatia publicului.
În 1921 este angajat ca solist la Opera din Cluj, unde debutează în rolul lui Faust din opera cu același nume de Charles Gounod. Nu rămâne însă mult timp în Cluj, Emil Marinescu se hotărăște să-și încerce norocul în străinătate, și anume la Viena. Aici primește primul angajament în 1922 la Volksoper în rolul lui Turiddu din opera Cavaleria Rusticană de Pietro Mascagni.
Întors în țară, întreprinde un obositor turneu cu Compania Leonard, interpretând rolurile principale din Tosca și Boema de Giacomo Puccini, Traviata și Rigoletto de Giuseppe Verdi.
În 1927 este angajat ca prim-solist al Operei Române din București. În stagiunile 1928 - 1937, Emil Marinescu deține rolurile principale din operele Aida de Verdi, Dama de pică de Piotr Ceaikovski, Liliacul de Johann Strauss, Tannhäuser și Lohengrin de Richard Wagner.
După ce în 1937 cântă în rolul lui Radames din opera Aida de Verdi alături de celebra soprană Maria Caniglia, venită în turneu la București, Emil Marinescu se hotărăște, la îndemnul acesteia, să plece în Italia. Are câteva angajamente temporare la teatre de operă de mai mică însemnătate, pentru ca în ianuarie 1940 să primească un contract la renumitul teatru Regio di Parma, interpretând rolurile din Forța destinului, Aida și Otello de Verdi. Următoarele stațiuni sunt Opera din San Remo, teatrul Fenice din Veneția.
În 1941 se întoarce la București, unde noul director al Operei Române, Alexandru Zirra, îl reangajează ca prim-solist, distribuindu-l în rolul lui Don José din opera Carmen de Georges Bizet, având-o ca parteneră în rolul principal pe mezzo-soprana Maria Moreanu. A fost prima întâlnire dintre cei doi protagoniști, rămânând parteneri până la sfârșitul vieții lor.
Următorii ani decurg între spectacole la operă și turnee întreprinse în condițiile vitrege ale războiului.
La 16 octombrie 1945 are loc un spectacol extraordinar de gală al Operei Române, pentru "sărbătorirea a 25 de ani de activitate artistică a tenorului Emil Marinescu", în care interpretează rolul lui Otello din opera lui Verdi, piatră de încercare pentru orice tenor.
Schimbările politice se reflectă și în cariera lui Emil Marinescu. Pe data de 5 mai 1947 i se aduce la cunoștință că este pensionat, deși nu împlinise 50 de ani și era în deplinătatea forțelor sale fizice iar vocea își păstrase întreaga frăgezime și limpezime a tinereții. Reușește să plece din țară, Maria Moreanu trebuind să-i urmeze. Granițele însă se închid și urmează 10 ani de despărțire fizică, fără a-și pierde speranța revederii.
Pentru Emil Marinescu reîncepe o perioadă de activitate intensă, peregrinând în orașele și teatrele de operă ale Europei. Din nou la Viena și Milano, apoi Roma, Zürich, Atena, Barcelona, Bruxelles, Marsilia, Bologna și altele, peste tot obține succese triumfale, consemnate în cronicile muzicale din presă.
Din toamna anului 1957 se află din nou în București. Începe o nouă etapă în viața sa, aceea de profesor de canto, împreună cu Maria Moreanu. Printre elevii lor se numără Magda Ianculescu, Ion Piso, Ludovic Spiess, Mircea Lazăr, Ionel Voineag.
În 1973 participă ca membru al juriului la al IX-lea Concurs Internațional de Canto din Montreal (Canada), având satisfacția ca primul premiu de onoare să fie atribuit basului român Emil Crăsnaru.
Spre sfârșitul vieții publică două volume Amintiri (1973) și Portrete și siluete din lumea operei (1983).
Cariera artistică a lui Emil Marinescu, în posesia unui registru vocal întins de la tonalitățile dramatice la acelea ale unui tenor liric, reflectă un permanent neastâmpăr, o dorință, parcă tot timpul nesatisfăcută, de a peregrina de la un loc la altul în căutarea unui public nou, asemenea unui Minnesänger din evul mediu.
Alături de Dimitrie Onofrei și Traian Grozăvescu, a fost unul din cei mai mari tenori români.
Idealul unui artist se recunoaște numaidecât în timbrul vocii sale și în pasiunea temperamentului (Emil Marinescu)

## Distincții
- Ordinul Meritul Cultural, în gradul de Cavaler cl. II, pentru teatru (1 februarie 1943)[1]